# Bubica
Bubica (antenarija; lat. Antennaria), rod puzećih trajnica iz porodice glavočika raširen po Euroaziji, Sjevernoj Americi, te u Južnoj Americi
Od 45 vrsta na popisu u Hrvatskoj rastu dvije vrste, karpatska i dvodomna bubica

## Vrste
1. Antennaria alpina (L.) Gaertn.
2. Antennaria anaphaloides Rydb.
3. Antennaria arcuata Cronquist
4. Antennaria argentea (A. Gray) Benth.
5. Antennaria aromatica Evert
6. Antennaria boecherana A. E. Porsild
7. Antennaria canescens (Lange) Malte
8. Antennaria carpatica (Wahlenb.) Bluff & Fingerh.
9. Antennaria caucasica Boriss.
10. Antennaria chilensis J. Rémy
11. Antennaria corymbosa E. E. Nelson
12. Antennaria densifolia A. E. Porsild
13. Antennaria dimorpha (Nutt.) Torr. & A. Gray
14. Antennaria dioica (L.) Gaertn.
15. Antennaria dioiciformis Kom.
16. Antennaria flagellaris A. Gray
17. Antennaria friesiana (Trautv.) Ekman
18. Antennaria geyeri A. Gray
19. Antennaria howellii Greene
20. Antennaria lanata (Hook.) Greene
21. Antennaria luzuloides Torr. & A. Gray
22. Antennaria marginata Greene
23. Antennaria media Greene
24. Antennaria microphylla Rydb.
25. Antennaria monocephala DC.
26. Antennaria neglecta Greene
27. Antennaria nordhageniana Rune & Rønning
28. Antennaria parlinii Fernald
29. Antennaria parvifolia Nutt.
30. Antennaria plantaginifolia (L.) Hook.
31. Antennaria porsildii E. Ekman
32. Antennaria pseudoarenicola V. V. Petrovsky
33. Antennaria pulchella Greene
34. Antennaria pulcherrima (Hook.) Greene
35. Antennaria racemosa Hook.
36. Antennaria rosea Greene
37. Antennaria rosulata Rydb.
38. Antennaria sawyeri R. J. Bayer & Figura
39. Antennaria sleumeri Cabrera
40. Antennaria soliceps S. F. Blake
41. Antennaria solitaria Rydb.
42. Antennaria stenophylla (A. Gray) A. Gray
43. Antennaria suffrutescens Greene
44. Antennaria umbrinella Rydb.
45. Antennaria virginica Stebbins
46. Antennaria × oblancifolia E. E. Nelson